# 奥尔吉耶德·监凯维奇
奥尔吉耶德·塞西尔·监凯维奇，CBE（英語：Olgierd Cecil Zienkiewicz，也译作奥尔吉耶德·辛克维奇；1921年5月18日—2009年1月2日），英国籍波兰裔学者，工程力学与计算力学专家，被视为有限单元法之父。1998年当选为中国科学院外籍院士。

## 生平
监凯维奇出生在英国，幼年在波兰上学，父亲是波兰卡托维兹地区法院的一名法官。由于二战举家迁往英国。
监凯维奇在伦敦帝国学院学习土木工程，1943年以优异成绩毕业。之后仍在帝国学院进行关于堤坝的研究，并于1945年获得博士学位。
毕业后监凯维奇参与了在苏格兰北部的阿夫力谷水电系统建设，1949至1957年间在爱丁堡大学任教，1957至1961年间在西北大学成为教授，1961年到斯旺西大学直至退休。他还担任设在加泰罗尼亚理工大学的联合国教科文组织工程数值方法主席达15年。

## 主要贡献
监凯维奇的意识到应用有限单元法解决固体力学以外的问题的潜力，通过开发计算力学工具使设计者可以使用有限元设计，而不仅是研究目的。
监凯维奇的贡献不仅在于科研方面，还在于他对年轻学者的培养。
监凯维奇与人合著的《有限单元法》是第一部展示此主题的书籍，并多次再版，从一卷本发展成三卷本，至今仍是标准的参考教材。
监凯维奇1968年创办第一份关于计算力学的学术期刊《International Journal for Numerical Methods in Engineering》至今仍是此领域的主要期刊。

### 传记
- O. C. Zienkiewicz, As I Remember（页面存档备份，存于）, Timoshenko Medal acceptance speech presented at the ASME applied mechanics annual dinner in 1998.
- Zienkiewicz, O. C. (1945), Classical theories of gravity dam design in the light of modern analytical methods. PhD Thesis, Imperial College, University of London.
- Imperial College Alumni, Professor Olgierd C. Zienkiewicz  （页面存档备份，存于）
- Swansea University, College of Engineering, Professor Olgierd C. Zienkiewicz